# Золотая Гора (Архангельская область)
Золотая Гора — деревня в Красноборском районе Архангельской области. Входит в состав Черевковского сельского поселения.

## География
Находится в юго-восточной части Архангельской области на расстоянии приблизительно 48 км на северо-запад по прямой от административного центра района села Красноборск на левобережье реки Северная Двина и правом берегу речки Тадема.

## История
В 1859 году здесь (деревня Сольвычегодского уезда Вологодской губернии) было учтено 7 дворов.

## Население
Численность населения: 38 человек (1859 год), 12 (русские 100 %) в 2002 году, 6 в 2010.